# Circuit de la Sarthe 2008
Il Circuit de la Sarthe 2008, cinquantaseiesima edizione della corsa, si svolse dal 8 all'11 aprile su un percorso di 666 km ripartiti in 4 tappe (la seconda suddivisa in due semitappe), con partenza a Aizenay e arrivo a Le Mans. Fu vinto dal francese Thomas Voeckler della Bouygues Télécom davanti allo statunitense Christian Vandevelde e all'italiano Tiziano Dall'Antonia.

## Tappe
| Tappa  | Data      | Percorso                            | km    | Vincitore di tappa   | Leader cl. generale |
| ------ | --------- | ----------------------------------- | ----- | -------------------- | ------------------- |
| 1ª     | 8 aprile  | Aizenay > Ligné                     | 182,4 | Anthony Ravard       | Anthony Ravard      |
| 2ª-1ª  | 9 aprile  | Varades > Angers                    | 99,8  | Samuel Dumoulin      | Anthony Ravard      |
| 2ª-2ª  | 9 aprile  | Angers > Angers (cron. individuale) | 9     | Christian Vandevelde | Thomas Voeckler     |
| 3ª     | 10 aprile | Angers > Fresnay-sur-Sarthe         | 186,5 | Mikhaylo Khalilov    | Thomas Voeckler     |
| 4ª     | 11 aprile | Saint-Léonard-des-Bois > Le Mans    | 188,5 | Maximiliano Richeze  | Thomas Voeckler     |
| Totale | Totale    | Totale                              | 666   |                      |                     |

## Dettagli delle tappe

### 1ª tappa
- 8 aprile: Aizenay > Ligné – 182,4 km

| Pos. | Corridore       | Squadra         | Tempo    |
| ---- | --------------- | --------------- | -------- |
| 1    | Anthony Ravard  | Agritubel       | 4h49'45" |
| 2    | Thomas Voeckler | Bouygues        | s.t.     |
| 3    | Angelo Furlan   | Crédit Agricole | a 6"     |

| Pos. | Corridore       | Squadra         | Tempo    |
| ---- | --------------- | --------------- | -------- |
| 1    | Anthony Ravard  | Agritubel       | 4h49'29" |
| 2    | Thomas Voeckler | Bouygues        | s.t.     |
| 3    | Angelo Furlan   | Crédit Agricole | a 6"     |

### 2ª tappa - 1ª semitappa
- 9 aprile: Varades > Angers – 99,8 km

| Pos. | Corridore           | Squadra   | Tempo    |
| ---- | ------------------- | --------- | -------- |
| 1    | Samuel Dumoulin     | Cofidis   | 2h34'19" |
| 2    | Christophe Diguet   | Auber '93 | s.t.     |
| 3    | Maximiliano Richeze | CSF Group | s.t.     |

| Pos. | Corridore       | Squadra   | Tempo    |
| ---- | --------------- | --------- | -------- |
| 1    | Anthony Ravard  | Agritubel | 7h23'51" |
| 2    | Thomas Voeckler | Bouygues  | a 1"     |
| 3    | Paride Grillo   | CSF Group | a 16"    |

### 2ª tappa - 2ª semitappa
- 9 aprile: Angers > Angers (cron. individuale) – 9 km

| Pos. | Corridore            | Squadra    | Tempo  |
| ---- | -------------------- | ---------- | ------ |
| 1    | Christian Vandevelde | Slipstream | 10'00" |
| 2    | Benoît Vaugrenard    | FDJ        | a 10"  |
| 3    | Stef Clement         | Bouygues   | a 12"  |

| Pos. | Corridore            | Squadra    | Tempo    |
| ---- | -------------------- | ---------- | -------- |
| 1    | Thomas Voeckler      | Bouygues   | 7h34'12" |
| 2    | Christian Vandevelde | Slipstream | a 1"     |
| 3    | Benoît Vaugrenard    | FDJ        | a 11"    |

### 3ª tappa
- 10 aprile: Angers > Fresnay-sur-Sarthe – 186,5 km

| Pos. | Corridore           | Squadra                         | Tempo    |
| ---- | ------------------- | ------------------------------- | -------- |
| 1    | Mikhaylo Khalilov   | Ceramica Flaminia Bossini Docce | 4h27'00" |
| 2    | Maximiliano Richeze | CSF Group                       | s.t.     |
| 3    | Lilian Jégou        | FDJ                             | s.t.     |

| Pos. | Corridore            | Squadra    | Tempo     |
| ---- | -------------------- | ---------- | --------- |
| 1    | Thomas Voeckler      | Bouygues   | 12h01'09" |
| 2    | Christian Vandevelde | Slipstream | a 4"      |
| 3    | Tiziano Dall'Antonia | CSF Group  | a 11"     |

### 4ª tappa
- 11 aprile: Saint-Léonard-des-Bois > Le Mans – 188,5 km

| Pos. | Corridore           | Squadra            | Tempo    |
| ---- | ------------------- | ------------------ | -------- |
| 1    | Maximiliano Richeze | CSF Group          | 4h28'24" |
| 2    | Geoffroy Lequatre   | Agritubel          | s.t.     |
| 3    | Stéphane Bonsergent | Bretagne Armor Lux | s.t.     |

| Pos. | Corridore            | Squadra    | Tempo     |
| ---- | -------------------- | ---------- | --------- |
| 1    | Thomas Voeckler      | Bouygues   | 16h29'33" |
| 2    | Christian Vandevelde | Slipstream | a 4"      |
| 3    | Tiziano Dall'Antonia | CSF Group  | a 11"     |

## Classifiche finali

### Classifica generale
| Pos. | Corridore            | Squadra                         | Tempo     |
| ---- | -------------------- | ------------------------------- | --------- |
| 1    | Thomas Voeckler      | Bouygues Télécom                | 16h29'33" |
| 2    | Christian Vandevelde | Slipstream-Chipotle             | a 4"      |
| 3    | Tiziano Dall'Antonia | CSF Group-Navigare              | a 11"     |
| 4    | Benoît Vaugrenard    | FDJ                             | a 14"     |
| 5    | Stef Clement         | Bouygues Télécom                | a 16"     |
| 6    | Pierre Rolland       | Crédit Agricole                 | a 18"     |
| 7    | Steve Morabito       | Astana                          | a 19"     |
| 8    | Rein Taaramäe        | Cofidis                         | a 20"     |
| 9    | Maximiliano Richeze  | CSF Group-Navigare              | a 22"     |
| 10   | Mikhaylo Khalilov    | Ceramica Flaminia Bossini Docce | a 23"     |